# Nyékládháza
Nyékládháza je mesto na Madžarskem, ki upravno spada pod podregijo Miskolci Županije Borsod-Abaúj-Zemplén.